# 欧州委員会出版局
欧州委員会出版局(Publications Office of the European Union)は、欧州連合及び欧州委員会の機関の発効する文書を出版することを目的とした組織である（Decision No 2009/496/EC, Euratom）。
欧州委員会出版局は、毎日のEUオフィシャルジャーナルを22か国語で出版している他、EUの構想や活動の宣伝を作成している。
また、EU法(EUR-Lex)やEU文書(EU Bookshop)、公的調達(TED)、EUによる研究開発(CORDIS)等の情報でアクセスできる様々なオンラインサービスを提供している。EUの管理職についてのデータは、EU WhoisWhoで見ることができる。